# Втрати Олександрійщини внаслідок вторгнення в Україну російських військових формувань
Список осіб, чиє життя було пов'язане з Олександрією та/або Олександрійським районом, що служили чи працювали у силових структурах України і загинули внаслідок російської військової агресії проти України.
| №         | Світлина Емблема | Прізвище, ім'я, по батькові                   | Про особу | Дата смерті              | Обставини смерті |
| --------- | ---------------- | --------------------------------------------- | --- | ------------------------ | --- |
| 1 (67)    |                  | Бульдович Сергій Іванович                     | 4 серпня 1973, Кропивницький. Гвардії полковник, командир екіпажу гелікоптера Мі-8МТ, управління Гвардійської авіаційної бази Національної гвардії України (військова частина 2269, Олександрія). Залишились дружина та син. | 29 травня 2014           | Загинув поблизу Слов'янська. Гелікоптер Мі-8МТ після розвантаження продуктів харчування та проведення ротації особового складу на 5-му блокпосту, повертаючись з району гори Карачун, був обстріляний з лісосмуги та підбитий. Загинуло 12 чоловік, які перебували на борту. 31 травня на плацу військової частини 2269 відбулося прощання з військовослужбовцем, похований на Лелеківському кладовищі у Кропивницькому.                                      |
| 2 (68)    |                  | Кравченко Сергій Миколайович                  | 16 березня 1975, Олександрія, Кіровоградська область. Гвардії капітан, старший бортовий технік — інструктор екіпажа гелікоптера Мі-8МТ, вертолітна ескадрилья Гвардійської авіаційної бази Національної гвардії України (військова частина 2269, Олександрія)). Залишились дружина та двоє синів. | 29 травня 2014           | Загинув поблизу Слов'янська. Гелікоптер Мі-8МТ після розвантаження продуктів харчування та проведення ротації особового складу на 5-му блокпосту, повертаючись з району гори Карачун, був обстріляний з лісосмуги та підбитий. Загинуло 12 чоловік, які перебували на борту. 31 травня похований на Олександрійському цвинтарі. |
| 3 (341)   |                  | Бендеров Максим Васильович                    | 6 квітня 1990, Олександрія Кіровоградська область. Солдат, старший розвідник 3-го окремого полку спецпризначення (Кропивницький). Був неодноразовим чемпіоном України з панкратіону, чемпіоном України серед спецпризначенців, працював тренером в Олександрійському спортивному клубі. В пам'ять про видатного сина своєї Батьківщини було прийнято рішення щодо проведення щорічного турніру ім. Максима Бендерова в його рідному місті Олександрії. | 15 липня 2014            | Трагедія сталася близько села Провалля (Луганська область), пункт прикордонного контролю Ізварине. 8 бійців загинуло. |
| 4 (507)   |                  | Басак Олександр Олександрович                 | 12 квітня 1989, Пантаївка Олександрійська міськрада Кіровоградська область. Старший солдат Державної прикордонної служби. Закінчив Кіровоградський педагогічний університет за спеціальністю фізичне виховання. Призваний за мобілізацією у березні. Не одружений, був єдиною дитиною у батьків. | 31 липня 2014            | З 03.20 до 03.50 31 липня 2014 диверсійно-розвідувальної групою в районі н.п. Василівка (Амвросіївський район) у Донецькій області було здійснено обстріл прикордонників з мінометів та гранатометів. 5 прикордонників загинули та 11 поранені. |
| 5 (574)   |                  | Танковський Євген Анатолійович                | 11 грудня 1979, Приютівка Кіровоградська область. Старший лейтенант, командир 1-го взводу 9-ї роти парашутно-десантного батальйону 25-ї Дніпропетровської повітряно-десантної бригади, військова частина А1126 (Гвардійське). Батьки проживають у м. Олександрія Кіровоградської області. В зрілому віці переїхав до Кривого Рогу. Закінчив Дніпропетровський гірничий інститут за фахом гірничий інженер, працював на шахті майстром зміни з техніки безпеки. Звідти був мобілізований.                                                                                                 | 5 серпня 2014            | Загинув від міни під Торезом (Донецька область) під час виходу з оточення. Похований на Верболозівському кладовищі в Олександрії. |
| 6 (873)   |                  | Добровольський Сергій Валерійович             | 1 жовтня 1984, Олександрія Кіровоградська область. Старший прапорщик 23-ї окремої бригади Національної гвардії України, в/ч 3033 (Запоріжжя). Після строкової служби в армії обрав професію військового, служив на кораблі «Донбас», підводному човні, а в останні роки у військовій частині № 3033. Залишилися мати і молодший брат в Олександрії, дружина та донька у Запоріжжі. | 24 серпня 2014           | Під час передислокації бійці потрапили під обстріл російських збройних формувань у полі поблизу села Новоіванівка (Амвросіївський район) Донецької області. Тіла загиблих українських бійців місцеві жителі поховали неподалік села. Волонтери ГО «Народна пам'ять» провели ексгумацію і вивезли останки із зони АТО. Сергія ідентифікували за експертизою ДНК. 28 березня 2015 року воїна поховали на Алеї Слави міського військового кладовища Олександрії. |
| 7 (1126)  |                  | Кіктенко Гордій Олексійович (Позивний «Банг») | 19 грудня 1992, Олександрія Кіровоградська область. Кулеметник резервного батальйону оперативного призначення «Донбас». Закінчив олександрійське профтехучилище № 17. Добре малював, займався хіп-хопом. Кілька років служив за контрактом у морській піхоті та зенітно-ракетному полку у Нікополі. Своє подальше життя мріяв пов'язати із військовою службою. З рідних у Гордія залишилась 85-річна бабуся. | 29 серпня 2014           | Загинув у бою від кулі снайпера під Іловайськом (Донецька область) під час виходу колони з оточення. Поховали бійця на Верболозівському кладовищі Олександрії. |
| 8 (1385)  |                  | Кулигін Олег Борисович                        | 6 серпня 1971, Олександрія Кіровоградська область. Проживав у Кропивницькому. Капітан, начальник інженерної служби, військовослужбовець 3-го окремого полку спецпризначення ГУР МО (Кропивницький). Призваний за мобілізацією. Закінчив Олександрійське СПТУ № 13, потім здобув вищу освіту у Криворізькому гірничорудному інституті. З 1995 року проживав у Кропивницькому, працював на Інгулецькій шахті. У нього залишилась дружина та двоє синів. | 14 вересня 2014          | Загинув ввечері, під час обстрілу російськими бойовиками аеропорту Донецька. |
| 9 (1389)  |                  | Козенко Олександр Сергійович                  | 6 листопада 1989, Олександрія Кіровоградська область. Кулеметник 11-го батальйону територіальної оборони ЗС України «Київська Русь». На фронт пішов добровольцем. Був учасником олександрійського хореографічного колективу «Авантюрин», активним учасником козацької школи «Спас». У січні 2014 року Олександр давав інтерв'ю місцевому телеканалу. Сестра і мати Олександра займаються волонтерською діяльністю. | 14 вересня 2014          | Близько 21-ї години російські бойовики почали тристоронній артилерійський обстріл блокпоста в смт Чорнухине (Луганська область) неподалік Дебальцеве. За попередньою інформацією, Олександра смертельно поранило осколком бетону, що відлетів йому в голову. |
| 10 (1432) |                  | Озеров Максим Петрович                        | 8 липня 1988, Нова Прага Олександрійський район Кіровоградська область. Військовослужбовець 169-го навчального центру Сухопутних військ ЗС України (Десна). Виріс в багатодітній сім'ї, закінчив Кіровоградське училище за фахом повара. Після строкової служби вирішив обрати професію військового і розпочав службу за контрактом. Планував вступати до Харківського військового училища. Залишились батьки, три брата і сестра. | 26 вересня 2014          | Загинув в ніч з 26 на 27 вересня, в районі селища Малоорлівка (Шахтарський район Донецька область), під час обстрілу терористами блок-посту підрозділу українських військ з РСЗВ «Град», гранатометів, мінометів і танків. Близько 23-ї години один зі снарядів потрапив прямо в блок-пост, разом з Максимом загинули ще двоє військових. |
| 11 (1745) |                  | Лупаіна Олександр Григорович                  | 29 грудня 1980, Бутівське Олександрійський район Кіровоградська область. Проживав у м. Київ. Сапер, військовослужбовець 3-го окремого танкового батальйону «Звіробій» (Десна). Після строкової служби в армії закінчив Київський автодорожній інститут та залишився у Києві. Працював на вантажній машині в АТП, останнім часом розвозив хліб. Мобілізований київським військкоматом в середині жовтня. Залишилися дружина та 9-річний син. | 19 грудня 2014           | Ввечері поблизу міста Волноваха (Донецька область) група саперів виїхала на розмінування об'єкта. При виконанні бойового завдання група потрапила під обстріл, Олександр загинув від смертельного кульового поранення. Похований у рідному селі. |
| 12 (1813) |                  | Костюк Віталій Володимирович                  | 4 серпня 1976, Косівка (Олександрійський район) Кіровоградська область. Кулеметник 17-го окремого мотопіхотного батальйону 57-ї мотопіхотної бригади (раніше 17 батальйон територіальної оборони «Кіровоград»). Вивчився в СПТУ № 31 на механізатора. Після служби в армії займався будівництвом. Деякий час працював у олександрійської фірмі «Будмонтаж», а в основному їздив на заробітки. Призваний за мобілізацією 29 квітня 2014 року. З батальйоном ніс службу в Каховці, Мелітополі, потім у зоні АТО біля міста Щастя та Горлівки. Залишились мати, дружина та 12-річна донька. | 16 січня 2015            | 8 січня під час несення служби в районі міста Горлівка (Донецька область) боєць від падіння отримав травму голови та з діагнозом «сильний забій» потрапив у харківський шпиталь, де в нього виявили інші хвороби. Через тиждень помер у шпиталі. Згідно з висновком, смерть настала 16 січня внаслідок гострого отруєння невідомою речовиною, що спричинило ураження печінки, нирок, стравоходу та легенів.                                                   |
| 13 (1887) |                  | Пойда Артем Володимирович                     | 14 квітня 1994, Нова Прага Олександрійський район Кіровоградська область. Молодший сержант, вогнеметник 17-го окремого мотопіхотного батальйону 57-ї окремої мотопіхотної бригади (раніше 17 батальйон територіальної оборони «Кіровоград»). У жовтні 2013 року демобілізувався після проходження строкової служби у морській піхоті. У квітні 2014 добровольцем прийшов у військкомат за мобілізацією. Залишились мати та старший брат. | 21 січня 2015            | Загинув під час відбиття масованої атаки російських збройних формувань на блокпост батальйону на західних околицях міста Горлівка (Донецька область). Російські бойовики вели тривалий вогонь з мінометів і самохідних артилерійських установок. Артем помітив мікроавтобус з 12 бойовиками і вогнеметом його знешкодив, чим зберіг життя багатьом своїм побратимам, але сам загинув від розриву снаряду.                                                     |
| 14 (1894) |                  | Кравченко Павло Станіславович                 | 27 грудня 1984, Димитрове Олександрійський район Кіровоградська область. Розвідник-кулеметник 57-ї окремої мотопіхотної бригади (Кропивницький). Пішов до ЗСУ за контрактом після того, як мобілізували його молодшого брата. Залишилася мати, брат. | 21 січня 2015 орієнтовно | За повідомленням волонтерів, загинув в аеропорту Донецька під час виконання завдання з евакуації поранених, бійці потрапили під обстріл із «Градів» та артилерії. Вважався зниклим безвісти, тіло виявили під завалами волонтери і впізнали за татуюванням. Поховали Павла 2 квітня на міському кладовищі смт Димитрове. |
| 15 (2571) |                  | Жук Юрій Сергійович (Позивний «Звіробій»)     | 2 березня 1981, Лозуватка (П'ятихатський район) Дніпропетровська область. Солдат, кулеметник 53-ї окремої механізованої бригади (Сєвєродонецьк). В дитинстві працював у лісі, допомагав єгерям. Закінчив Олександрійський сільськогосподарський технікум за фахом ветеринарний фельдшер. Після технікуму три роки попрацював ветфельдшером у колгоспі, пройшов армійську службу в одній з бригад армійської авіації Херсона, потім працював водієм на дослідній станції, слюсарем, грохотником 3 розряду. До військкомату пішов добровольцем. Залишилися мати, дружина та 8-річний син.  | 17 червня 2015           | За даними Книги пам'яті, загинув 17 червня 2015 р. внаслідок підриву на розтяжці в районі ВОП 5311 смт Верхньоторецьке (Ясинуватський район Донецька область). |
| 16 (2725) |                  | Широков Віталій Валерійович                   | 19 жовтня 1981, Олександрія Кіровоградська область. Військовослужбовець роти снайперів 30-ї окремої механізованої бригади (Україна). Працював на фірмі з виготовлення пам'ятників. Мобілізований взимку 2015 року. Неодружений, батьки Віталія померли, залишилися двоє старших братів. | 14 серпня 2015           | Підрозділ, в якому служив Віталій, утримував позиції поблизу Дебальцеве. Загинув о 6-ій годині ранку поблизу села Троїцьке (Попаснянський район) Луганської області. Під артобстрілом у Віталія стався серцевий напад. Похований на Верболозівському кладовищі Олександрії. |